# Aeroporto di Nosy Be-Fascene
L'Aeroporto di Nosy Be-Fascene (ICAO : FMNN - IATA : NOS) è un aeroporto civile nell'isola di Nosy Be (Madagascar), ubicato a circa 22 km dal capoluogo dell'isola, Andoany.